# Lucien Hector Monod
Pour les articles homonymes, voir Monod.
Lucien Hector Monod est un artiste peintre français rattaché à ses débuts au mouvement symboliste, également dessinateur et graveur, né le 21 juillet 1867 à Paris et mort le 1er juillet 1957.
Il est le père du résistant Philippe Monod, du scientifique Jacques Monod, et le cousin du peintre impressionniste Wilfrid de Glehn.

## Biographie
Fils de Gustave Louis Monod et Louise Catherine Armand-Delille, Lucien Monod est issu d'une famille originaire de Suisse et de tradition réformée, installée en France depuis 1808. La famille Monod comprend de nombreux pasteurs : Lucien est le premier à se consacrer aux arts. De 1886 à 1889, il fréquente l'Académie Julian, notamment l'atelier de Puvis de Chavannes. 
À partir de 1891, il rejoint la Société nationale des beaux-arts et expose régulièrement au Salon des artistes français. En 1899, La Voix des sources, une lithographie d'après un poème d'Henri de Régnier est publiée dans L'Estampe moderne. Il collabora également au magazine d'art The Studio.
Se marie en 1892 avec Suzanne Robineau (1868-1893), fille de sa cousine Hélène Stapfer-Robineau, qui meurt en donnant naissance à leur fille Juliette. Lucien Monod a également un fils en 1900, Philippe.
En 1896, il épouse l'Américaine Charlotte Todd McGregor. Le couple a un enfant en 1910, Jacques ; la famille part s'installer à Cannes en 1917 dans une maison que Lucien a fait construire.
Entre autres portraits, il composa une gravure représentant James George Frazer (1933).
Lucien Monod est l'auteur d'une importante suite d'études sur le marché des estampes parue chez l'éditeur d'art Albert Morancé de 1920 à 1931 en 9 volumes : Aide-mémoire de l'amateur et du professionnel : le prix des estampes, anciennes et modernes, prix atteints dans les ventes - suites et états, biographies et bibliographies. Elle comprend entre autres l'une des premières monographies sur les gravures de Félix Vallotton.